# Gerrit Laagwater

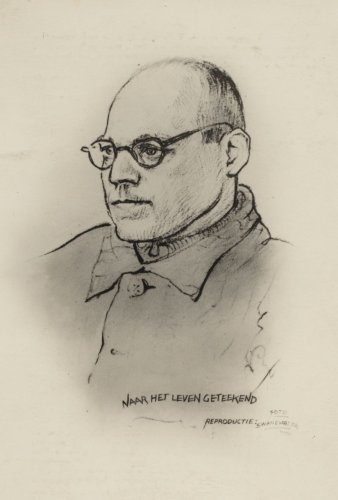
Gerrit Laagwater, verzetsman, gevangene in Vught 1943

Gerrit Jan Laagwater (Amsterdam, 2 mei 1893) was een Nederlands verzetsstrijder. Hij was ijsfabrikant en woonde in Tiel, op het adres St. Walburgbuitens 14. Hij was grondlegger van het Tiels verzet en stelde zijn fabriek beschikbaar voor het verbergen van wapens.

## Geschiedenis
Laagwater verzorgde onderduikers en behoorde tot de O.D. Vrij Nederland. De verzetsgroep werd verraden door Johnny de Droog, rijwielhandelaar te Arnhem.
De Droog belegde op 26 augustus 1942 met Blijdenstein, Van Hesteren, Graven en Van Veenendaal, die niets vermoedden, een bijeenkomst in de woning van bakker Van Veenendaal aan de Medelsestraat 126. Op dat moment stopte een Duitse overvalwagen voor de deur en allen werden ingerekend, ook Cieraad, Peterse en Schoots en later nog Laagwater en Botterweg. Laagwater werd op 9 december 1942 gearresteerd. Op 4 september 1943 kwam hij aan in KL Herzogenbusch, of kamp Vught. Op 3 november 1943 werd hij op transport gesteld naar Fort bij Rijnauwen in Utrecht. Laagwater werd op 10 december 1943 geëxecuteerd. Zijn vrouw werd op 13 december schriftelijk geïnformeerd over de executie.
Een monument in Tiel is gewijd aan deze moord.